# 仪福帝姬
仪福帝姬（1123年—？），宋徽宗第三十二女。
宣和六年封仪福帝姬。仪福帝姬靖康之变时5岁，未嫁。 靖康之变先被俘虜入金国。《要盟录》未记载其被俘，《靖康皇族陷虏记》未记载其下落，但被《文献通考》计入被俘公主名单。

## 关联
- 帝姬